# Конфетное дерево
Конфе́тное де́рево, или Гове́ния сла́дкая (лат. Hovénia dúlcis), — листопадное дерево семейства Крушиновые.

## Распространение и экология
Происходит из Японии, Восточного Китая, Кореи и предгорьев Гималаев, где оно может расти на высотах до 2000 м над уровнем моря, на суглинистых или влажных песчаных почвах. Родиной считается Китай. Успешно растёт и плодоносит в ноябре—январе в Сочи и Абхазии. 

## Ботаническое описание
Дерево может вырастать до 10—20 м в высоту. Оно довольно декоративно на вид: раскидистая крона, большие глянцевые тёмно-зелёные листья (черешковые, яйцевидные или сердцевидно-яйцевидные), гроздья маленьких кремовых цветков, цветущих в июле. Сухие косточковые плоды вырастают на концах мясистых плодоножек. Размножается семенами, а также зрелыми стеблевыми и корневыми черенками.

## Значение и применение
Сладкие ароматные плодоножки съедобны в необработанном виде и по вкусу напоминают кисловатый изюм, содержание сахара в них составляет 20—23%. Поэтому конфетное дерево ещё называют японским изюмным деревом. В засушенном виде плодоножки могут использоваться подобно изюму.

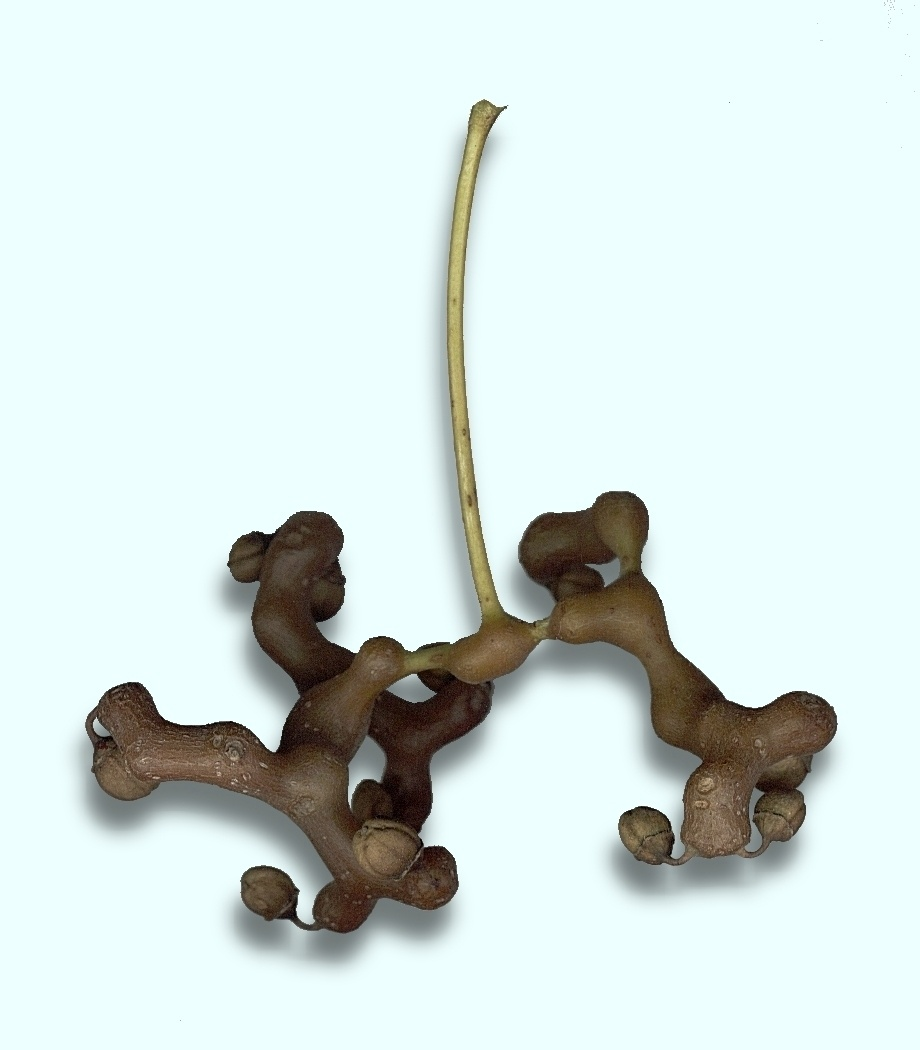
Плодоножки конфетного дерева